# چا سانتوس
چا سانتوس (انگلیسی: Chú Santos؛ زادهٔ ۲۷ فوریهٔ ۱۹۹۰) بازیکن فوتبال اهل برزیل است.
وی همچنین در تیم ملی فوتبال زنان برزیل بازی کرده‌است.